# Combretum harrisii
Combretum harrisii är en tvåhjärtbladig växtart som beskrevs av G.E. Wickens. Combretum harrisii ingår i släktet Combretum och familjen Combretaceae. Inga underarter finns listade i Catalogue of Life.